# 청웅초등학교
청웅초등학교는 대한민국 전북특별자치도 임실군 청웅면 구고리에 있는 공립 초등학교이다.

## 학교 연혁
- 1922년 3월 16일 청웅사립보통학교 창설
- 1927년 4월 16일 청웅공립보통학교 인가
- 1938년 4월 1일 청웅공립심상소학교로 개칭[1]
- 1941년 4월 1일 청웅공립국민학교로 개칭[2]
- 1981년 3월 4일 병설유치원 개원(1학급)
- 1989년 2월 28일 옥석분교 통폐합
- 1993년 3월 1일 선거분교 통폐합
- 1996년 3월 1일 현재 교명으로 변경[3]
- 2019년 9월 1일 31대 최병철 교장 부임
- 2020년 2월 13일 제89회 졸업식(졸업생 4명, 총7,116명)

## 학교 상징
- 교화 - 국화 : 봄부터 여름내내 푸른 잎을 키워 오다가 가을비 찬바람에 아름다운 꽃망울을 터뜨리는 국화는 청웅어린이의 슬기를 닮았다.
- 교목 - 은행나무 : 살아있는 화석이라고 불릴 정도로 어려운 여건 속에서도 굳건하고 늠름하게 자라는 은행나무는 청웅어린이의 기상을 닮았다.
- 교조 - 비둘기 : 비둘기는 평화의 백의민족인 우리 민족을 상징하여 우리 학교 학생들의 순박하고 깨끗함을 나타냄.

## 참고 자료
- 청웅초등학교 - 한국교육학술정보원 학교알리미